# محاصره سوزوپلیس
محاصره سوزوپلیس شاهد فتح بیزانس بر شهر سوزوپلیس تحت کنترل ترکان سلجوقی در سال ۱۱۲۰ بود که باعث بهبود ارتباطات بیزانسی با شهر آتالیا شد.

## زمینه
پس از فتح مجدد شهر لائودیسه از یک پادگان ترک سلجوقی متشکل از ۷۰۰ نفر در سال ۱۱۱۹، امپراتور بیزانس ژان دوم کومننوس پس از اقامت کوتاهی در قسطنطنیه در سال ۱۱۲۰ به لشکرکشی‌های خود علیه ترک‌ها ادامه داد.  هدف کمپین ۱۱۲۰ شهر سوزوپلیس در پیسیدیه بود که خطوط ارتباطی به آتالیا را کنترل می‌کرد. 

## محاصره
سوزوپلیس توسط یک پادگان مسلح و تپه‌های شیب‌دار محافظت می‌شد.   بنابراین یک حمله محاصره در مقیاس بزرگ غیرممکن بود.  شهر فقط می‌توانست توسط نیروهای کوچک مورد حمله قرار گیرد.  ژان در ابتدا در مورد چگونگی ادامه کار با مشکل مواجه بود، اما بعداً با طرحی روبرو شد.   او به نیرویی از سواره نظام مسلح به موشک به فرماندهی پکتیاریوس و دکانوس دستور داد تا به دروازه‌های شهر حمله کنند و به سربازان ترک که در دیوارها سرنشین بودند شلیک کنند.  ترکان طعمه را گرفتند و از دروازه بیرون ریختند. سپس نیروهای بیزانسی یک عقب‌نشینی برنامه‌ریزی شده را انجام دادند و ترک‌ها را به دورتر از شهر کشاندند. بقیه ارتش بیزانس در زیر درختان انبوه پنهان شده بودند و پس از عبور ترکان از آنها به شهر بی‌دفاع حمله کردند. بیزانسی‌های فراری برگشتند و با ترکان تعقیب کننده روبرو شدند. ترک‌ها بین سواره نظام بیزانسی در جبهه خود و ارتش در پشت خود گیر افتاده بودند و تا حد زیادی کشته یا اسیر شدند و تعداد انگشت شماری آنها را از محاصره خارج کردند.

## عواقب
سپس، قلعه هیراکوکریفیتیس بدون جنگ به همراه بسیاری از شهرها و استحکامات دیگر در نزدیکی آتالیا تسلیم ژان شد و پس از آن ژان به قسطنطنیه بازگشت. 

### تحلیل و بررسی
نبرد در سوزوپلیس نظم و انضباط سربازان بیزانسی را نشان داد که می‌توانستند بدون وحشت وانمود کنند که فرار می‌کنند.  سواره نظام بیزانسی می توانست به طور موثر هم با پرتابه‌ها و هم با سلاح‌های جنگی در نزدیک بجنگد.  ژان خود را یک ژنرال شایسته نشان داد و در همان ابتدای سلطنت خود یک مانور پیچیده تاکتیکی را انجام داد. 